# 多茎野豌豆
多茎野豌豆（学名：Vicia multicaulis）为豆科野豌豆属的植物。分布在蒙古、俄罗斯、日本以及中国大陆的东北、新疆、内蒙古等地，生长于海拔500米至4,300米的地区，常生长在丘陵、草甸、石砾、沙地及灌丛，目前尚未由人工引种栽培。

## 别名
豆豌豌（山西）